# Ruta del Fin del Mundo
La Ruta del Fin del Mundo es una ruta temática chilena ubicada en la Región de Magallanes y de la Antártica Chilena. Al ser Chile el país más austral del mundo, la Patagonia chilena recibe el apelativo de "fin del mundo", al encontrarse el punto más meridional de América. 
La ruta incluye recorridos por los principales atractivos turísticos de la zona: el Parque nacional Torres del Paine, el Monumento natural Cueva del Milodón, el avistamiento de pingüinos en Isla Magdalena, como también de otras especies de la flora y fauna de Chile. En un sentido amplio, la ruta también incluye la Carretera Austral, que comienza al sur de la Región de Los Lagos y atraviesa la Región de Aysén. 
En los últimos años, la ruta ha adquirido notoriedad en un sentido romántico para parejas de turistas que desean viajar juntos "hasta el fin del mundo", especialmente para la celebración de una luna de miel o un aniversario. Asimismo, la particularidad de que los pingüinos de Humboldt son monógamos y tienen una pareja única durante toda su vida, sustenta aún más esa modalidad de turismo.
Dentro del turismo urbano, se incluye la visita a las ciudades de Punta Arenas, capital regional y ciudad más poblada con un puerto y zona franca, donde desembarcan cruceros turísticos; un recorrido terrestre también es posible en la isla Navarino entre las localidades de Puerto Williams, Caleta Eugenia y Puerto Toro, la localidad más austral del continente americano. En 2018 se inició la construcción de una senda de 10 km de extensión para unir estos dos últimos poblados.

## Galería

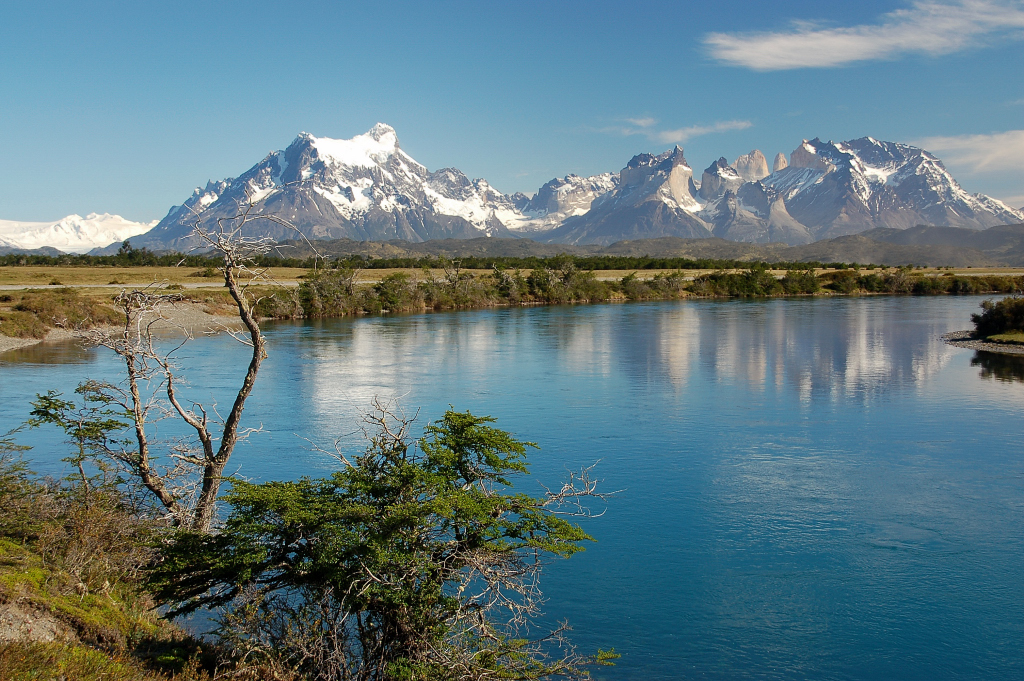
Parque nacional Torres del Paine
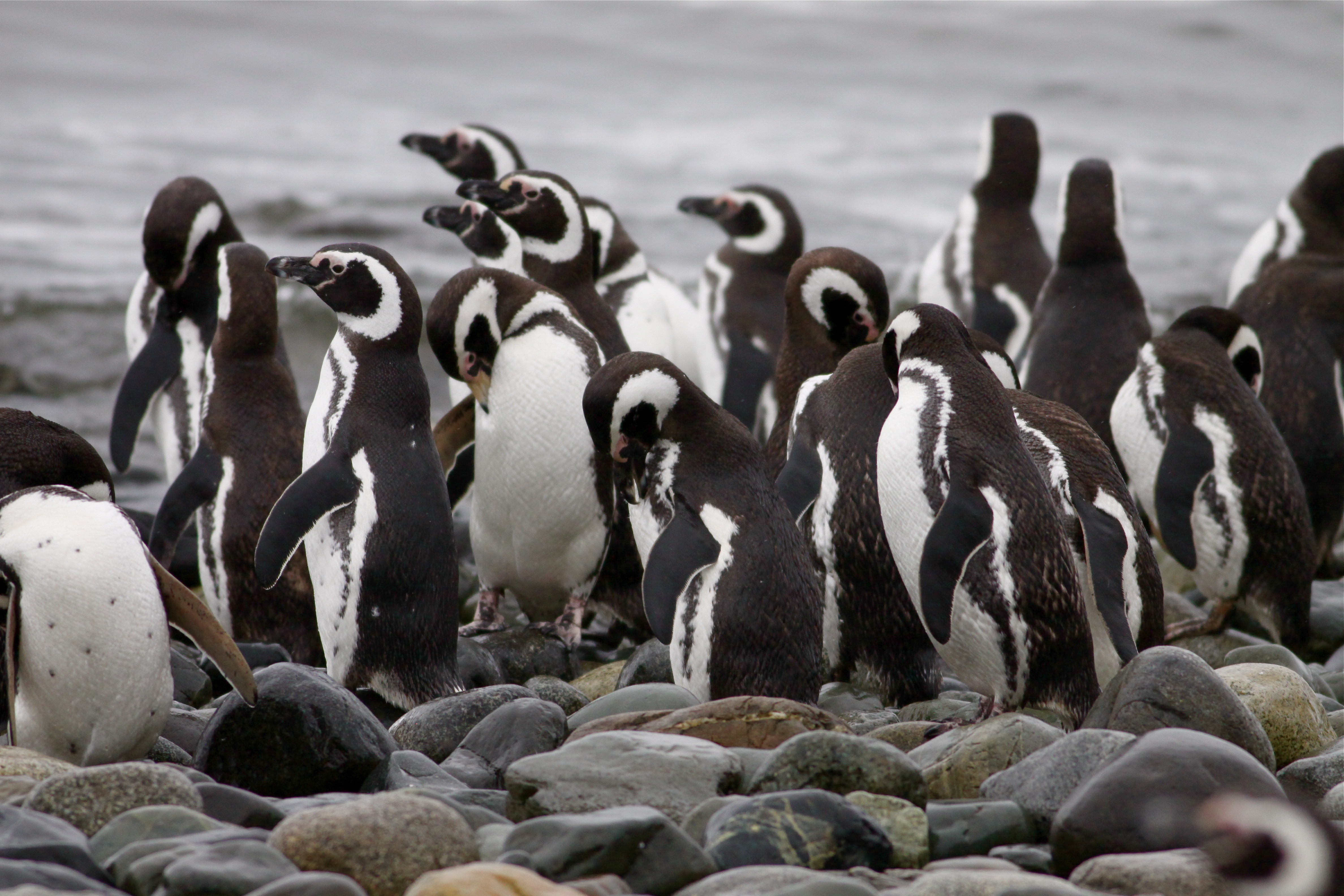
Pingüinos Magallanico de Isla Magdalena
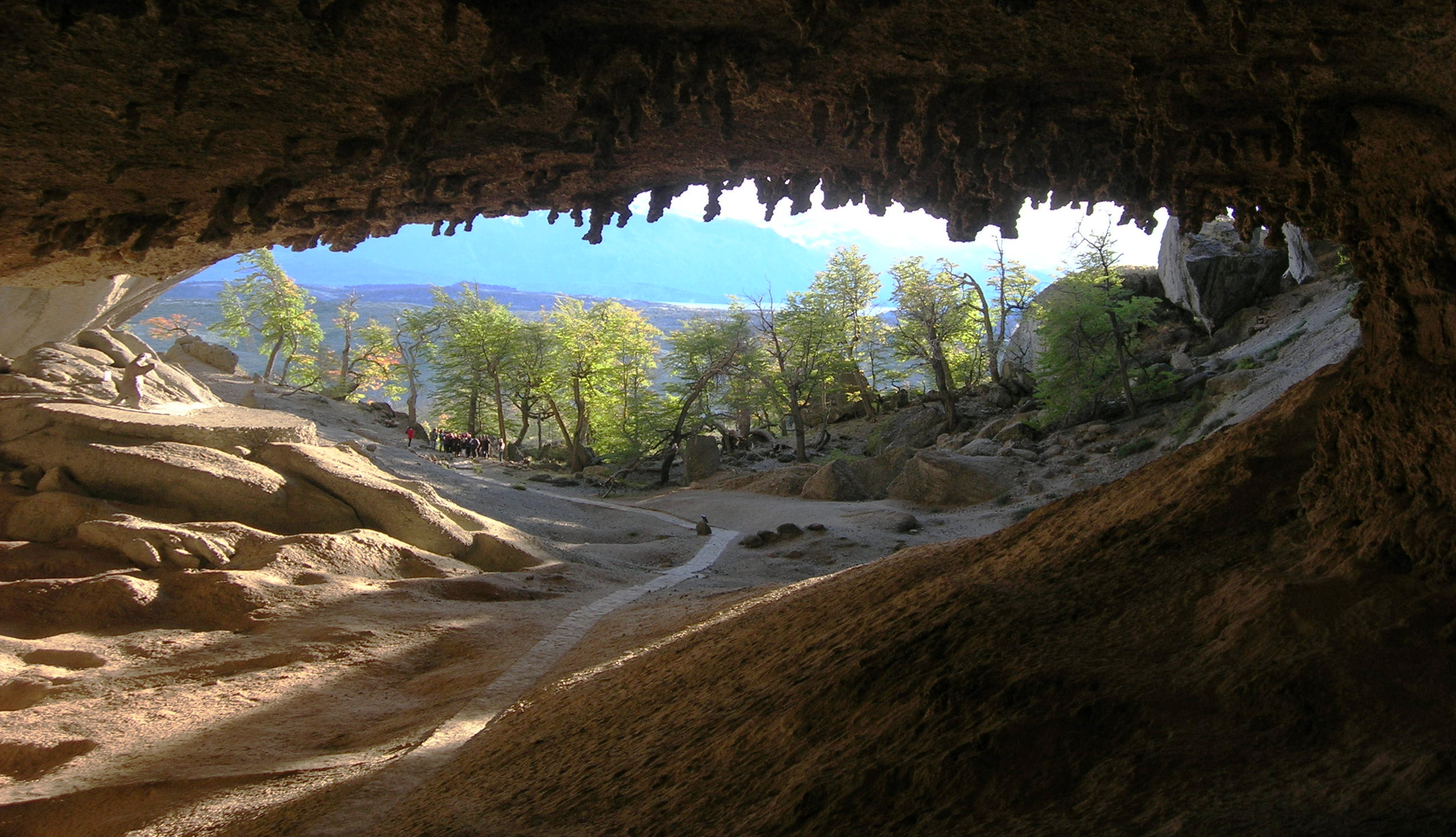
Cueva del Milodón
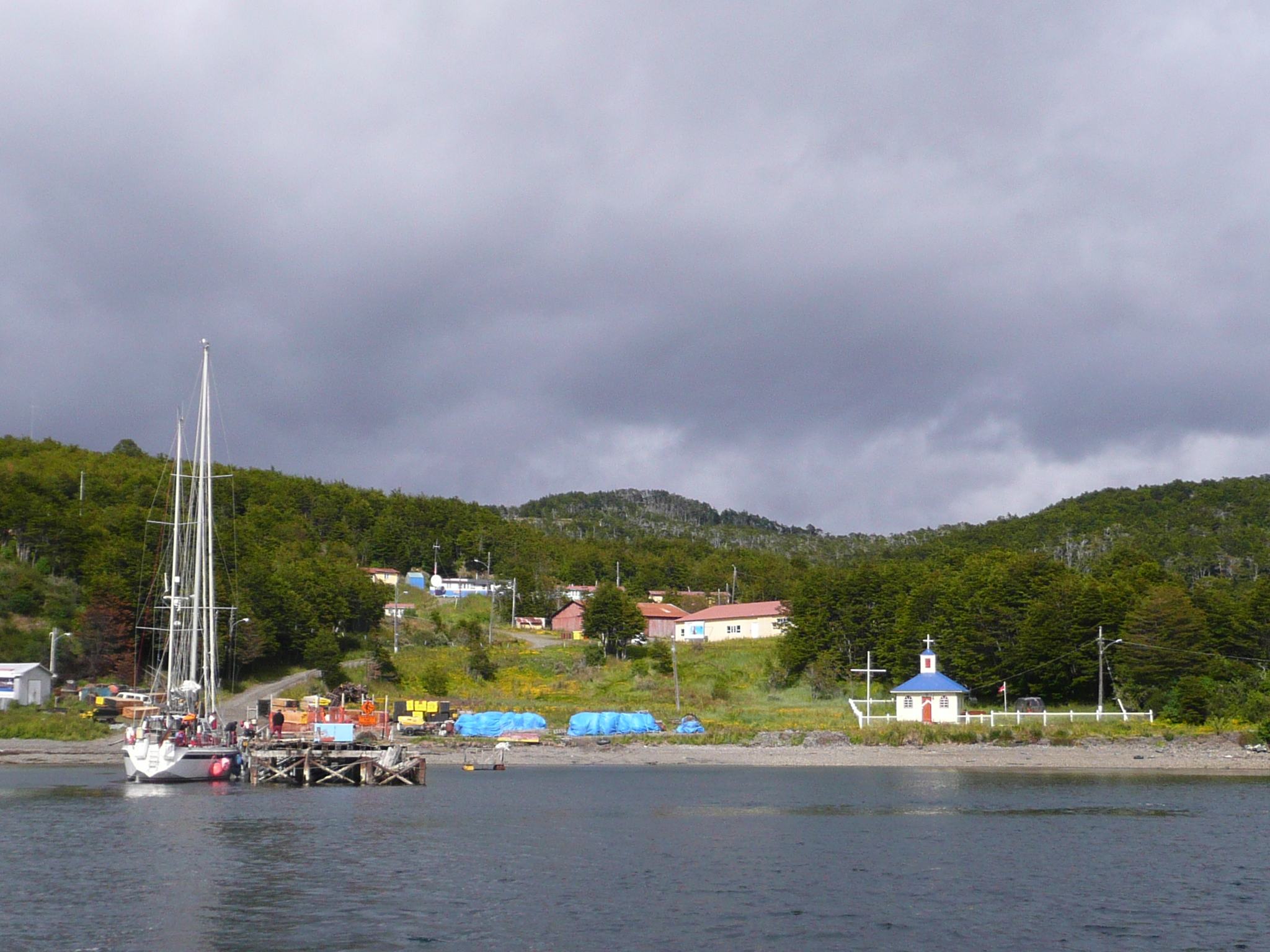
Puerto Toro, asentamiento humano más austral de América
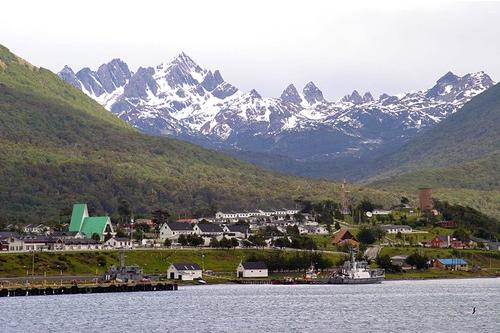
Puerto Williams